# NHL 1935/36
Die NHL-Saison 1935/36 war die 19. Spielzeit in der National Hockey League. Acht Teams spielten jeweils 48 Spiele. Den Stanley Cup gewannen die Detroit Red Wings nach einem 3:1-Erfolg in der Finalserie gegen die Toronto Maple Leafs. Die finanzielle Misere ging weiter. Die NHL kaufte die St. Louis Eagles und die New York Americans. Die Spieler aus St. Louis wurden an die anderen NHL-Teams verkauft und der Standort wurde aufgegeben. Bei den Americans wurde ein neues Management eingesetzt. Für viel Aufsehen sorgten Pläne, die Montréal Canadiens nach Cleveland zu verkaufen. Drei Geschäftsleute aus Montreal kauften daraufhin die Canadiens für 165.000 Dollar und ließen das Team weiter in Montreal spielen. Das längste Playoff-Spiel der NHL-Geschichte fand in dieser Saison zwischen den Red Wings und den Maroons statt. Detroits Mud Bruneteau beendete das Spiel nach 176:30 in der Overtime, die Längste in der Geschichte der NHL.

## Reguläre Saison

### Abschlusstabellen
Abkürzungen: W = Siege, L = Niederlagen, T = Unentschieden, GF= Erzielte Tore, GA = Gegentore, Pts = Punkte
| Canadian Division   | W  | L  | T  | GF  | GA  | Pts |
| ------------------- | -- | -- | -- | --- | --- | --- |
| Montreal Maroons    | 22 | 16 | 10 | 114 | 106 | 54  |
| Toronto Maple Leafs | 23 | 19 | 6  | 126 | 106 | 52  |
| New York Americans  | 16 | 25 | 7  | 109 | 122 | 39  |
| Montréal Canadiens  | 11 | 26 | 11 | 82  | 123 | 33  |

| American Division  | W  | L  | T  | GF  | GA  | Pts |
| ------------------ | -- | -- | -- | --- | --- | --- |
| Detroit Red Wings  | 24 | 16 | 8  | 124 | 103 | 56  |
| Boston Bruins      | 22 | 20 | 6  | 92  | 83  | 50  |
| Chicago Blackhawks | 21 | 19 | 8  | 93  | 92  | 50  |
| New York Rangers   | 19 | 17 | 12 | 91  | 96  | 50  |

### Beste Scorer
Abkürzungen: GP = Spiele, G = Tore, A = Assists, Pts = Punkte
| Spieler          | Team         | GP | G  | A  | Pts |
| ---------------- | ------------ | -- | -- | -- | --- |
| Sweeney Schriner | NY Americans | 48 | 19 | 26 | 45  |
| Marty Barry      | Detroit      | 48 | 21 | 19 | 40  |
| Paul Thompson    | Chicago      | 45 | 17 | 23 | 40  |
| Bill Thoms       | Toronto      | 48 | 23 | 15 | 38  |
| Charlie Conacher | Toronto      | 44 | 23 | 15 | 38  |
| Hooley Smith     | Mtl. Maroons | 47 | 19 | 19 | 38  |
| Doc Romnes       | Chicago      | 48 | 13 | 25 | 38  |
| Art Chapman      | NY Americans | 47 | 10 | 28 | 38  |
| Herbie Lewis     | Detroit      | 45 | 14 | 23 | 37  |
| Baldy Northcott  | Mtl. Maroons | 48 | 15 | 21 | 36  |

## Stanley-Cup-Playoffs
|  | Viertelfinale | Viertelfinale       | Viertelfinale       |                    |                     | Halbfinale | Halbfinale        | Halbfinale |  |  | Stanley-Cup-Finale | Stanley-Cup-Finale | Stanley-Cup-Finale |
|  |               |                     |                     |                    |                     |            |                   |            |  |  |                    |                    |                    |
|  |               |                     |                     |                    |                     |            |                   |            |  |  |                    |                    |                    |
|  |               |                     |                     |                    |                     |            |                   |            |  |  |                    |                    |                    |
|  | C1            | Montreal Maroons    | 0                   |                    |                     |            |                   |            |  |  |                    |                    |                    |
|  | C1            | Montreal Maroons    | 0                   |                    |                     |            |                   |            |  |  |                    |                    |                    |
|  |               |                     | A1                  | Detroit Red Wings  | 3                   |            |                   |            |  |  |                    |                    |                    |
|  |               |                     |                     | Detroit Red Wings  | 3                   |            |                   |            |  |  |                    |                    |                    |
|  |               |                     |                     |                    |                     |            |                   |            |  |  |                    |                    |                    |
|  |               |                     |                     |                    |                     |            |                   |            |  |  |                    |                    |                    |
|  |               |                     |                     |                    |                     | A1         | Detroit Red Wings | 3          |  |  |                    |                    |                    |
|  |               | C2                  | Toronto Maple Leafs | 1                  |                     |            |                   |            |  |  |                    |                    |                    |
|  | C2            | Toronto Maple Leafs | 18                  |                    |                     |            |                   |            |  |  |                    |                    |                    |
|  | A2            | Boston Bruins       | 16                  |                    |                     |            |                   |            |  |  |                    |                    |                    |
|  | A2            | Boston Bruins       | 16                  | C2                 | Toronto Maple Leafs | 2          |                   |            |  |  |                    |                    |                    |
|  |               |                     |                     | C2                 | Toronto Maple Leafs | 2          |                   |            |  |  |                    |                    |                    |
|  |               |                     | C3                  | New York Americans | 1                   |            |                   |            |  |  |                    |                    |                    |
|  | C3            | New York Americans  | C3                  | New York Americans | 1                   | 17         |                   |            |  |  |                    |                    |                    |
|  | C3            | New York Americans  |                     |                    |                     |            |                   |            |  |  |                    |                    |                    |
|  | A3            | Chicago Black Hawks | 15                  |                    |                     |            |                   |            |  |  |                    |                    |                    |

## NHL Awards und vergebene Trophäen
| Auszeichnung          | Spieler            | Team                |
| --------------------- | ------------------ | ------------------- |
| Calder Trophy:        | Mike Karakas       | Chicago Black Hawks |
| Hart Memorial Trophy: | Eddie Shore        | Boston Bruins       |
| Lady Byng Trophy:     | Elwyn „Doc“ Romnes | Chicago Black Hawks |
| Vezina Trophy:        | Tiny Thompson      | Boston Bruins       |